# Inverness (Montana)
Inverness – jednostka osadnicza w Stanach Zjednoczonych, w stanie Montana, w hrabstwie Hill.